# Charles Virion
Charles Louis Eugène Virion, dit Charles Virion, né  à Ajaccio le 1er décembre 1865 et mort à Montigny-sur-Loing le 30 décembre 1946, est un, sculpteur, médailleur, peintre et céramiste français. 

## Biographie
Charles Virion est l'élève de Charles Gauthier et de Jean-Paul Aubé à l'École des beaux-arts de Paris.
Après avoir appris la faïencerie artistique à Choisy-le-Roi, Charles Virion s'installe en 1889 à Montigny-sur-Loing où il devient décorateur, médailleur, sculpteur et peintre animalier. Après la Première Guerre mondiale, il réalise les monuments aux morts de plusieurs communes parmi lesquelles celles de Montigny-sur-Loing, Nemours, La Genevraye et Arbonne-la-Forêt.
Des œuvres de Charles Virion sont conservées à Paris au musée d'Orsay et au musée de l'art de la faune et de la flore de Jackson Hole dans le Wyoming aux États-Unis.

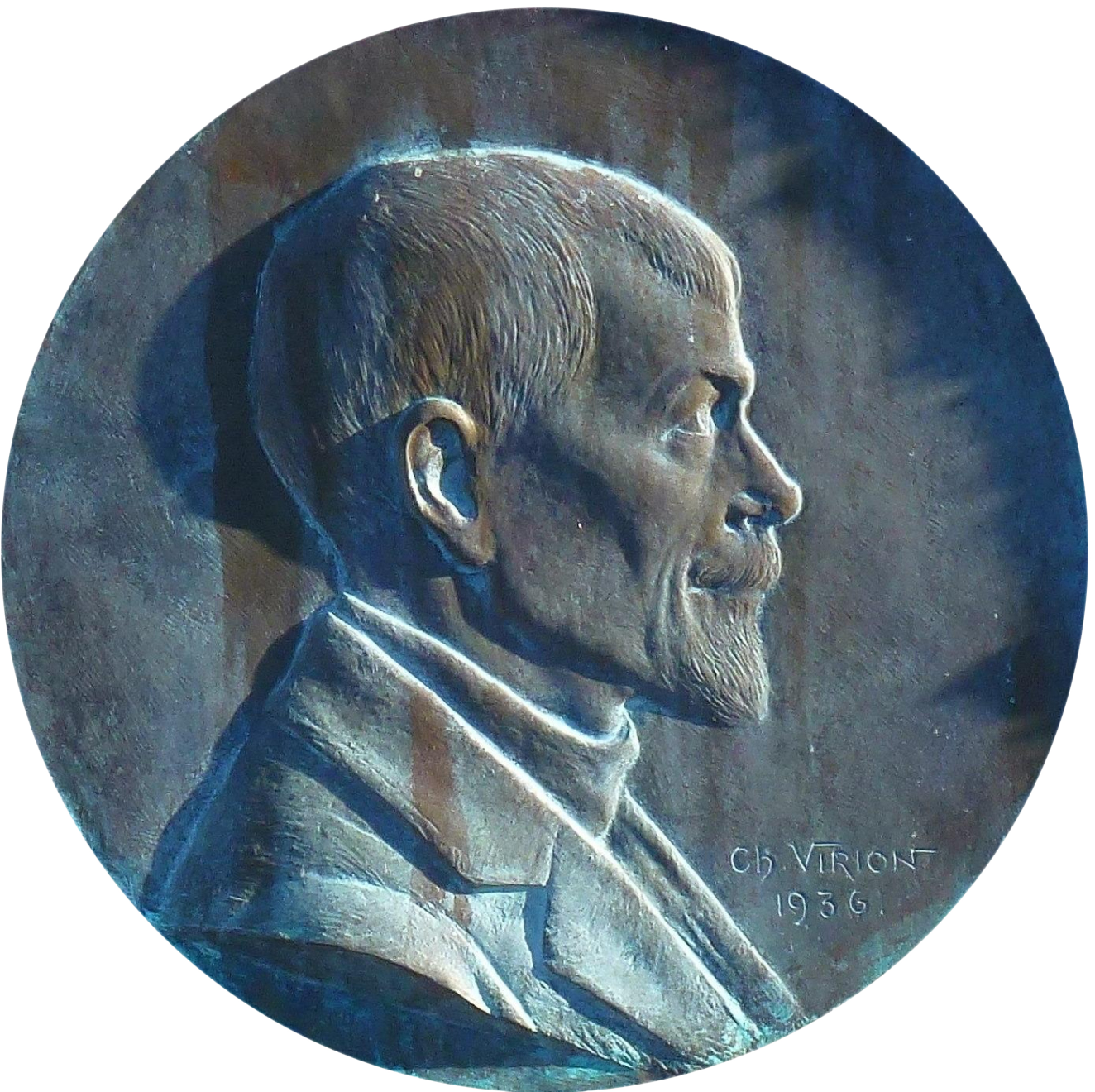
Abel Mignon, graveur, portrait-médaillon (Cimetière de Fontainebleau, 1936).

Il a notamment réalisé à Fontainebleau la sculpture du portrait pour la pierre tombale de son ami Abel Mignon graveur (1861-1936).

## Collections publiques
Nemours, Château-Musée :
- Chien se grattant l'oreille, 1901, plâtre, 89 x 79 x 62 cm. Nemours, Château-Musée, 1901.107.1.
- Echassiers : hérons et grenouille, 1912, plâtre, 316 x 77 x 10 cm. Nemours, Château-Musée, 1923.16.1
- Echassiers : marabouts, 1912, plâtre, 316 x 77 x 10 cm. Nemours, Château-Musée, 1923.16.2.
- Deux amis, 1913, plâtre, 83 x 145 x 63 cm. Nemours, Château-Musée, 1923.13.1.
- Hallali : sanglier et chiens airedales, 1914, plâtre, 149 x 150 x 85 cm. Nemours, Château-Musée, 1923.14.1.
- Coq, 1920, plâtre, 142 x 76 x 42 cm. Nemours, Château-Musée, 1921.4.1.
- Jules Aujard, 1922, plâtre, D. 52 cm. Nemours, Château-Musée, 1923.15.1.